# Gene Anthony Ray
Gene Anthony Ray (Harlem, 24 mei 1962 - Manhattan, 14 november 2003) was een Amerikaans acteur en danser.
Ray werd voornamelijk bekend als danser Leroy in de film Fame en de daaropvolgende gelijknamige televisieserie. Ray studeerde zelf aan de High School of the Performing Arts in New York, waar ook Fame werd gesitueerd. Hij werd echter na een jaar van school gestuurd, omdat hij de discipline niet aankon.
Als 17-jarige spijbelde Ray van de Julia Richmond High school om auditie te doen bij de beroemde danser-choreograaf Louis Falco voor de rol van Leroy in Alan Parkers film Fame.
Ray was geknipt voor de rol, daar hij net als het personage Leroy een wild en rebels karakter had en geen professionele dansopleiding had genoten, maar daarentegen beschikte over een uitzonderlijk natuurlijk talent.
Uiteindelijk won de film Fame twee Academy Awards.
In 1982 toerde Ray samen met enkele andere originele castleden van de film Fame onder de bandnaam The Kids from "Fame" door Groot-Brittannië voor een serie van 10 concerten.
De  televisiespecial over deze concertreeks werd een jaar later op de Amerikaanse televisie uitgezonden.
Rays laatste videoproject was een uur durende reüniedocumentaire van de BBC, Fame Remember My Name, opgenomen in april 2003.
Deze documentaire werd kort na zijn overlijden in 2003 uitgezonden in Groot-Brittannië. 
Gene Anthony Ray was hiv-geïnfecteerd en stierf aan de gevolgen van een beroerte.

## Filmografie
- Fame (1980)
- Vendredi ou la vie savauge (1981)
- Fame (televisieserie) (1982)
- Well-A-Wiggy (The Weather Girls), gastrol in videoclip (1985)
- Out of Sync (1995)
- Eddie (1996)
- The Drew Carey TV Show (1997)
- Kids From Fame (2003) (documentaire)

- Biblioteca Nacional de España: XX1656877
- Bibliothèque nationale de France: cb14219229q (data)
- Gemeinsame Normdatei: 126607211X
- International Standard Name Identifier: 0000 0000 3768 8874
- Library of Congress Control Number: n97842180
- MusicBrainz: 6fc1ead7-e2f6-4a4a-81b2-92fad0a0edfd
- Nationale Bibliotheek van Tsjechië: xx0329499
- Nationale Bibliotheek van Israël: 987007372366205171
- Virtual International Authority File: 7331149296169680670003
- WorldCat: E39PBJhXc8fcdQcqQKdFGFPmh3